# Petras Poškus
Petras Poškus (* 15. Dezember 1935 in Perloja, Rajongemeinde Varėna; † 5. Januar 2004) war ein litauischer Politiker.

## Leben
1954 absolvierte er das Vilniaus žemės ūkio technikumas in Vilnius und wurde Agronom. 1978 absolvierte er das Diplomstudium der Landwirtschaftsorganisation an der Lietuvos žemės ūkio akademija in Kaunas. Von 1955 bis 1958 leistete er den Sowjetarmeedienst in Russland. Von 1958 bis 1959 arbeitete er im "Laisvosios žemės"-Kolchos in der Rajongemeinde Biržai als Oberagronom und von 1959 bis 1990 als Kolchosleiter. Von 1990 bis 1992 war er Deputat im Seimas.